# Stanisław Augustyński
Stanisław Augustyński (ur. 18 stycznia 1869 w Odporyszowie, zm. 26 sierpnia 1949 w Sanoku) – polski urzędnik skarbowy, działacz ludowy, społecznik, poseł na Sejm III kadencji II RP, radny Sanoka.

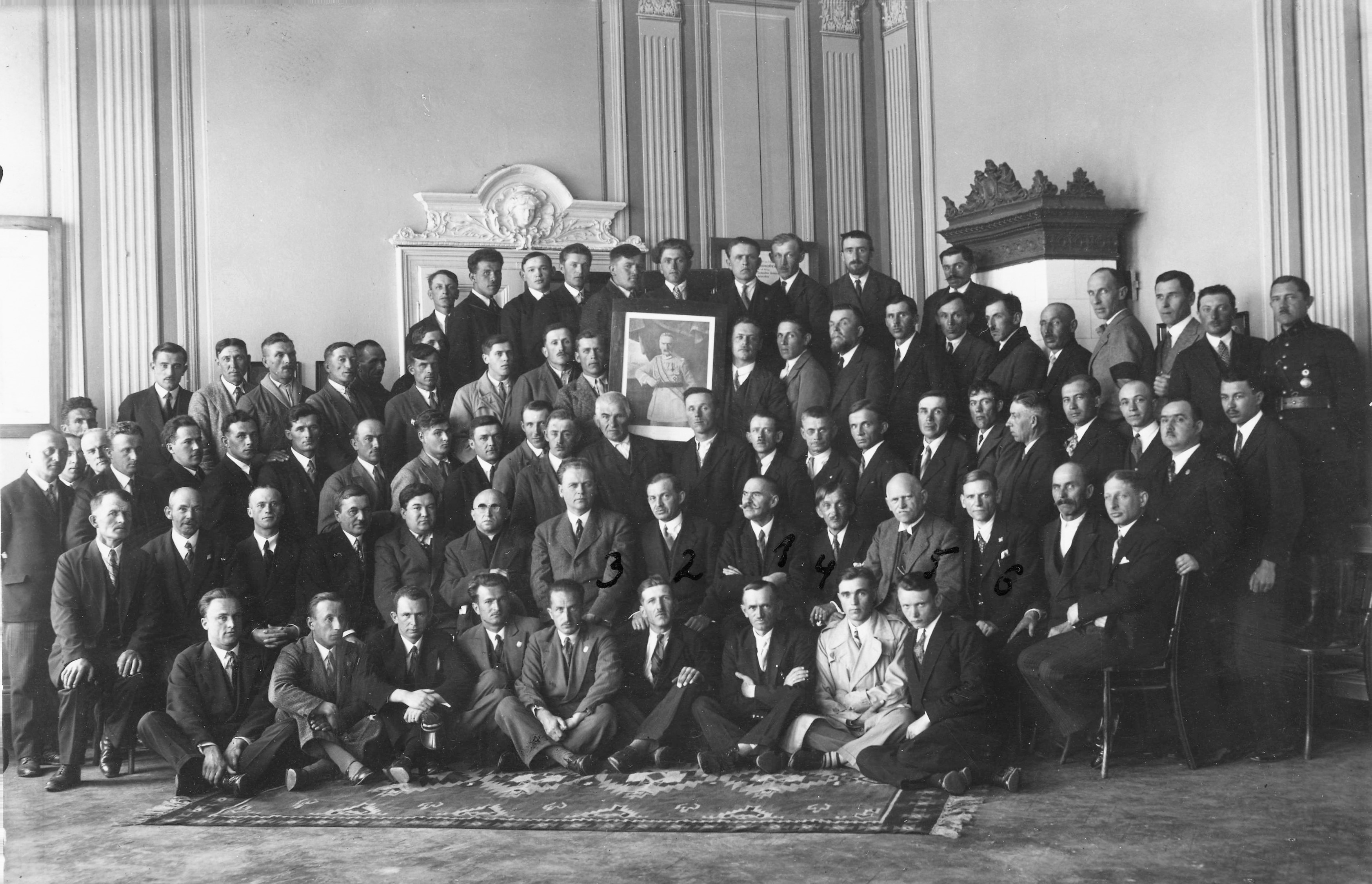
Stanisław Augustyński (oznaczony nr 1) z uczestnikami kursu zorganizowanego przez BBWR w Sanoku (1932)

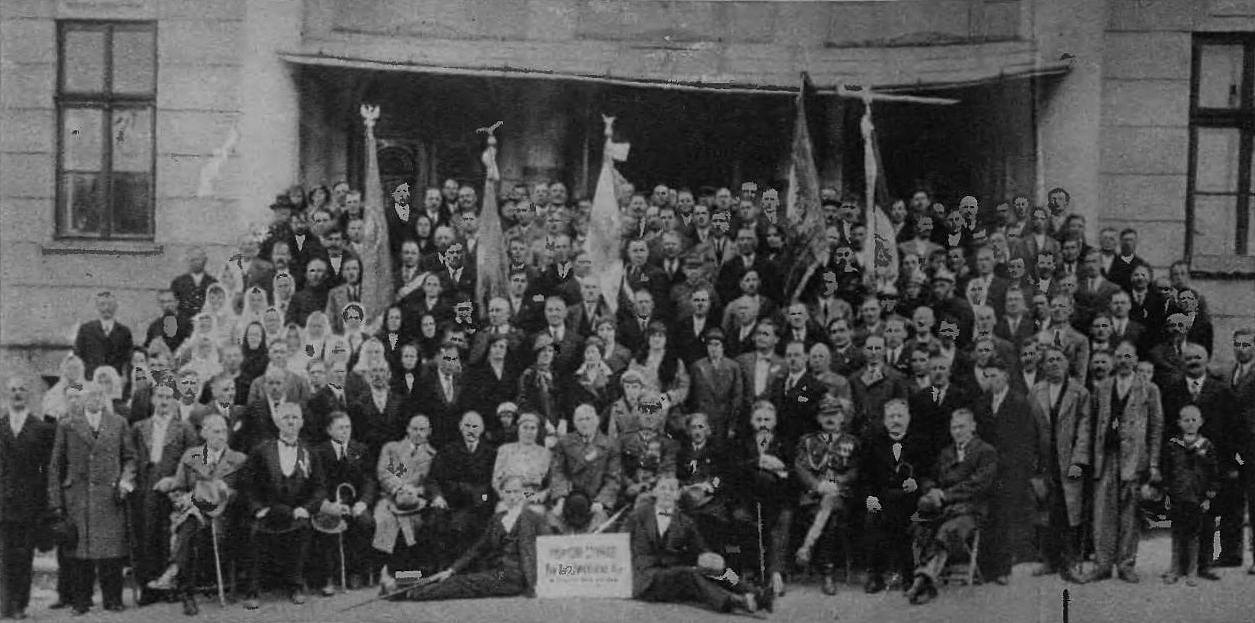
Stanisław Augustyński (siedzi piąty od lewej) na poświęceniu sztandaru Koła Związku Inwalidów Wojennych w Sanoku (1933)

## Życiorys
Był najstarszym synem Wojciecha Augustyńskiego (powstańca styczniowego i wójta Gminy Odporyszów) i Elżbiety z domu Pytka. Wychował się w rodzinie o wielopokoleniowych tradycjach powstańczych i patriotycznych. Był spokrewniony z Marcinem Augustyńskim, jednym z liderów ruchu ludowego w Galicji, przyjacielem Jakuba Bojki. 

### Student spiskowiec
Uczęszczał do Gimnazjum im. Kazimierza Brodzińskiego w Tarnowie. Relegowany z powodu działalności konspiracyjnej w okresie rządów dyrektora Bronisława Trzaskowskiego przeniósł się do III Gimnazjum im. Króla Jana III Sobieskiego w Krakowie, gdzie zdał maturę w 1890. Był miłośnikiem przyrody, sympatykiem Krakowskiego Stowarzyszenia Ochrony Zwierząt, prenumeratorem wydawanego przez nie czasopisma „Przyjaciel zwierząt domowych i pożytecznych”. Studiował na Wydziale Prawa i Administracji Uniwersytetu Jagiellońskiego w Krakowie. Był członkiem stowarzyszenia „Gwiazda”, Polskiego Towarzystwa Gimnastycznego „Sokół”, Towarzystwa Szkoły Ludowej oraz założonej w czerwcu 1890 w Tarnowie tajnej organizacji szkolno-akademickiej pod nazwą Liga Narodowa (wraz z nim m.in. Wacław Borzemski, Bolesław Gawiński, Jan Stapiński), za co został objęty śledztwem władz austriackich i zagrożony aresztowaniem. Po uwięzieniu Stapińskiego, 24 czerwca 1891 został oskarżony przed trybunałem orzekającym we Lwowie o przynależność do Ligi Narodowej. Zarzucono mu pełnienie funkcji naczelnika Stapińskiego oraz kierownictwa sekcji ludowej, czemu Augustyński wraz z towarzyszami zaprzeczył. Po ujawnieniu udziału w tajnej niepodległościowej organizacji „Orzeł Biały” prokuratura austriacka postawiła jemu oraz innym kolegom z gimnazjum zarzut zdrady stanu. W 1895 ukończył studia prawnicze i przeprowadził się do Sanoka.

### Urzędnik skarbowy
Od marca 1895 pracował jako urzędnik państwowy w Sanoku, gdzie w 1900 został naczelnikiem (radcą) Urzędu Skarbowego. W 1912 z rangi sekretarza został mianowany radcą skarbu. Był pierwszym rangą urzędnikiem urzędu podatkowego w urzędzie c. k. starostwa powiatu sanockiego, od około 1904 w charakterze starszego inspektora podatkowego, od ok. 1905 w charakterze sekretarza skarbowego, a od ok. 1912 w charakterze radcy skarbowego. Do stycznia 1908 był członkiem zarządu „Towarzystwa kredytowego dla urzędników i sług państwowych dla budowy domów mieszkalnych członkom i dostarczania tymże członkom artykułów spożywczych” w Sanoku. Był członkiem Towarzystwa Upiększania Miasta Sanoka. Podczas I wojny światowej, od 15 września 1914 przebywał z żoną i pięciorgiem dzieci w dzielnicy Brna Židenice. Po odzyskaniu przez Polskę niepodległości, podczas wojen z Ukraińcami i bolszewikami 1918–1921 był organizatorem ochotniczej służby wojskowej oraz propagował pożyczki „Odrodzenia”. W tym czasie trzech jego synów walczyło w tych wojnach. W II Rzeczypospolitej pracował jako inspektor w VI stopniu służby w Urzędzie Skarbowym Podatków i Opłat w Sanoku. 31 marca 1929 został przeniesiony w stan spoczynku.

### Działacz społeczny
Należał do organizatorów Komunalnej Kasy Oszczędności Królewskiego Wolnego Miasta Sanoka, funkcjonującej w budynku przy ul. Tadeusza Kościuszki 4; był członkiem jej zarządu, wiceprezesem zarządu, prezesem zarządu oraz zasiadał w radzie nadzorczej. W sierpniu 1925 zasiadł w dyrekcji Kasy Zaliczkowej w Sanoku i pozostawał w tym gremium do przełomu 1929/1930. W latach 1918–1930 był sekretarzem Rady Powiatowej. W grudniu 1919 był inicjatorem powstania Komitetu Włościańskiego w Sanoku. Organizował kółka i kursy rolnicze, koła młodzieży i gospodyń wiejskich. Należał do organizatorów spółdzielni rolniczo - handlowej „Rolnik”, a od 1925 był jej prezesem. Był przewodniczącym Okręgowego Towarzystwa Rolniczego. Został członkiem wydziału (zarządu) zawiązanego 22 maja 1919 Koła Przyjaciół Harcerstwa w Sanoku. W 1929 był jednym z założycieli sanockiego koła Polskiego Towarzystwa Tatrzańskiego. Został prezesem zarządu założonego w 1934 komitetu obwodowego w Sanoku Towarzystwa Popierania Budowy Publicznych Szkół Powszechnych. Do 1939 był członkiem sanockiego gniazda Polskiego Towarzystwa Gimnastycznego „Sokół”. Jego nazwisko zostało umieszczone w drzewcu sztandaru TG Sokół w Sanoku, na jednym z 125 gwoździ upamiętniających członków. Pod koniec listopada 1930 został wybrany prezesem Zarządu Głównego Związku Młodzieży Kresowej i pełnił tę funkcję do 1933.

### Działacz ludowy
W latach 20. był aktywnym działaczem PSL „Piast”, w 1930 z ramienia BBWR uzyskał mandat posła Sejmu RP III kadencji w okręgu 48 (Przemyśl, Dobromil, Sanok, Brzozów, Krosno). Jego mandat wygasł 5 października 1931 na mocy orzeczenia Sądu Najwyższego o unieważnieniu wyborów. W ponownie zarządzonych wyborach 22 listopada 1931 został wybrany powtórnie i złożył ślubowanie 10 grudnia 1931. W Sejmie należał do klubu BBWR, działał w komisjach: administracji, prawniczej i skarbowej. Mandat posła pełnił do końca kadencji 10 lipca 1935.
W marcu 1931 wszedł w skład Tymczasowego Zarządu, powołanego w związku z połączeniem gminy Sanok i gminy Posada Olchowska, a w 1932 został członkiem połączonej rady. W wyborach do rady miejskiej 1932 był na liście Komitetu Gospodarczego wystawionego z BBWR (wraz z nim m.in. burmistrz Tadeusz Malawski). Był także przewodniczącym Towarzystwa Popierania Szkół Powszechnych i Towarzystwa Oświaty Zawodowej. Był członkiem wspierającym Katolicki Związek Młodzieży Rękodzielniczej i Przemysłowej w Sanoku. Został radnym Sanoka w 1934, a w 1935 sekretarzem Wydziału Powiatowego.

## Życie prywatne
Miał cztery siostry: Marię (1866–1952), Kunegundę (1870–1873), Antoninę, po mężu Kożuch (1875–1898), Anielę, po mężu Luszowska (1885–1969) oraz pięciu braci: Jana (1878–1943), profesora gimnazjalnego, wiceprezesa Zarządu Gdańskiej Macierzy Szkolnej, dyrektora Gimnazjum Polskiego w Gdańsku, Władysława (1880–1939), sędziego Sądu Okręgowego, a następnie adwokata w Katowicach, Marcina (1882–1965), uczestnika  I wojny światowej, właściciela gospodarstwa w Odporyszowie, Józefa (1887–1969), rolnika, sybiraka, Zygmunta (1890–1959), prawnika, dziennikarza, członka Delegatury Rządu na Kraj i RGO, działacza antykomunistycznego, więźnia politycznego.
Przyszłą żonę Marię, z domu Morawiecką (ur. 1874, zm. 20 stycznia 1945 w Sanoku), krewną Kornela Morawieckiego, poznał jako pensjonariuszkę gimnazjum w Tarnowie. Zauroczony jej pięknym, długim warkoczem poprzysiągł, że zostanie jego żoną. Jako małżonkowie wydali na świat sześcioro dzieci:
- Stefan Maria (ur. 4 lipca 1897 w Tarnopolu[43], słuchacz praw, ochotnik Wojska Polskiego, uczestnik wojny polsko-bolszewickiej, zm. 20 lutego 1920 w Sanoku wskutek gruźlicy[44][45])
- Adam Maria Jan (ur. 9 kwietnia 1900 we Lwowie, uczestnik obrony Lwowa, więziony w niewoli Ukraińskiej w Kosaczowie, urzędnik bankowy, zm. 8 maja 1965 w Warszawie[3])
- Stanisław Maria (ur. 1904 we Lwowie, ochotnik Wojska Polskiego, uczestnik wojny polsko-bolszewickiej, powstaniec górnośląski, inwalida wojskowy, zm. 17 lipca 1924 w Sanoku)[46]
- Zofia (ur. 3 czerwca 1909 we Lwowie, zm. 21 kwietnia 1911)[47]
- Tadeusz Maria (ur. 8 czerwca 1912 w Sanoku, żonaty z Romaną Łuczak, zm. 17 stycznia 1969 w Sanoku)
- Juliusz Maria (ur. 1 listopada 1914 w Limanowej, urzędnik bankowy, od 1944 żonaty z Kazimierą Skórką – siostrą Tadeusza, zm. 3 marca 1954 w Warszawie)[48]

Według doniesienia prasowego z 1924 synowie Stefan i Stanisław zmarli w wyniku ran odniesionych w zmaganiach wojennych.

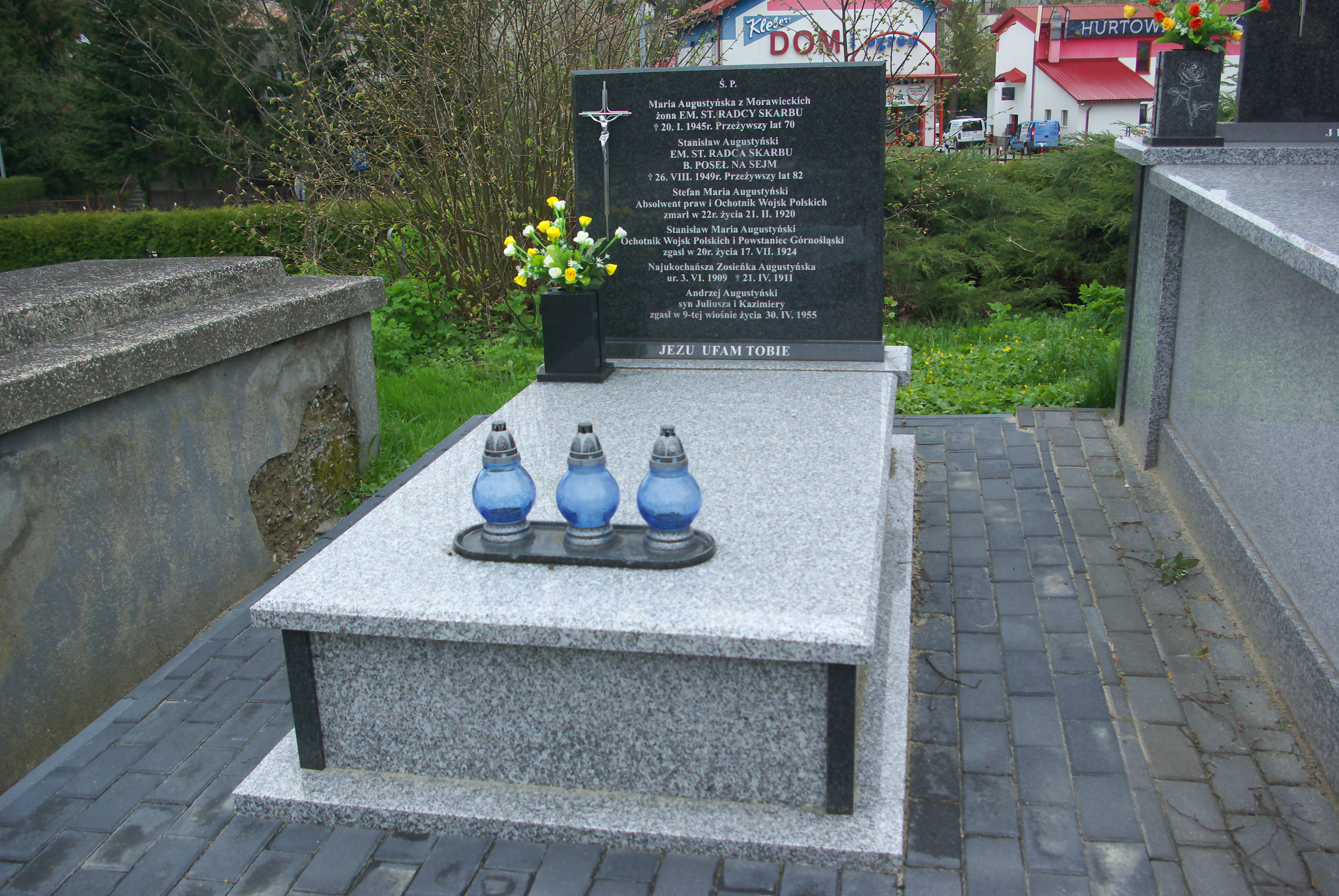
Grobowiec rodziny Augustyńskich w Sanoku po przebudowie w 2020

Stanisław Augustyński do końca życia zamieszkiwał przy ul. Ignacego Daszyńskiego 23 w Sanoku. Zmarł 26 sierpnia 1949 i został pochowany 28 sierpnia 1949 w grobowcu rodzinnym na cmentarzu przy ul. Rymanowskiej w Sanoku. W tym miejscu spoczywają również: żona Maria z Morawieckich, córka Zofia, synowie Stefan i Stanisław oraz wnuk Andrzej (syn Juliusza i Kazimiery). Obok znajduje się drugi grobowiec rodziny Augustyńskich, w którym spoczywa syn Tadeusz i inni członkowie rodziny.

## Ordery i odznaczenia
- Krzyż Kawalerski Orderu Odrodzenia Polski (7 listopada 1925)[50]

- Medal Jubileuszowy Pamiątkowy dla Cywilnych Funkcjonariuszów Państwowych (Austro-Węgry, przed 1912)[9]
- Krzyż Jubileuszowy dla Cywilnych Funkcjonariuszów Państwowych (Austro-Węgry, przed 1912)[9]